# Spi
spi (z ang. samples per inch – próbek na cal) – jednostka rozdzielczości skanerów określająca częstość wykonywanych próbkowań obrazu, która jest wykonywana przez przetworniki urządzenia rejestrującego.
Do określenia rozdzielczości drukarek, ploterów, naświetlarek wykorzystuje się parametr dpi.